# Sauliac-sur-Célé

Sauliac-sur-Célé este o comună în departamentul Lot din sudul Franței. În 2009 avea o populație de 110 de locuitori.

## Evoluția populației
| An        | 1975 | 1982 | 1990 | 1999 | 2006 | 2009 |
| --------- | ---- | ---- | ---- | ---- | ---- | ---- |
| Populație | 80   | 106  | 85   | 92   | 107  | 110  |